# Dinocephalosaurus

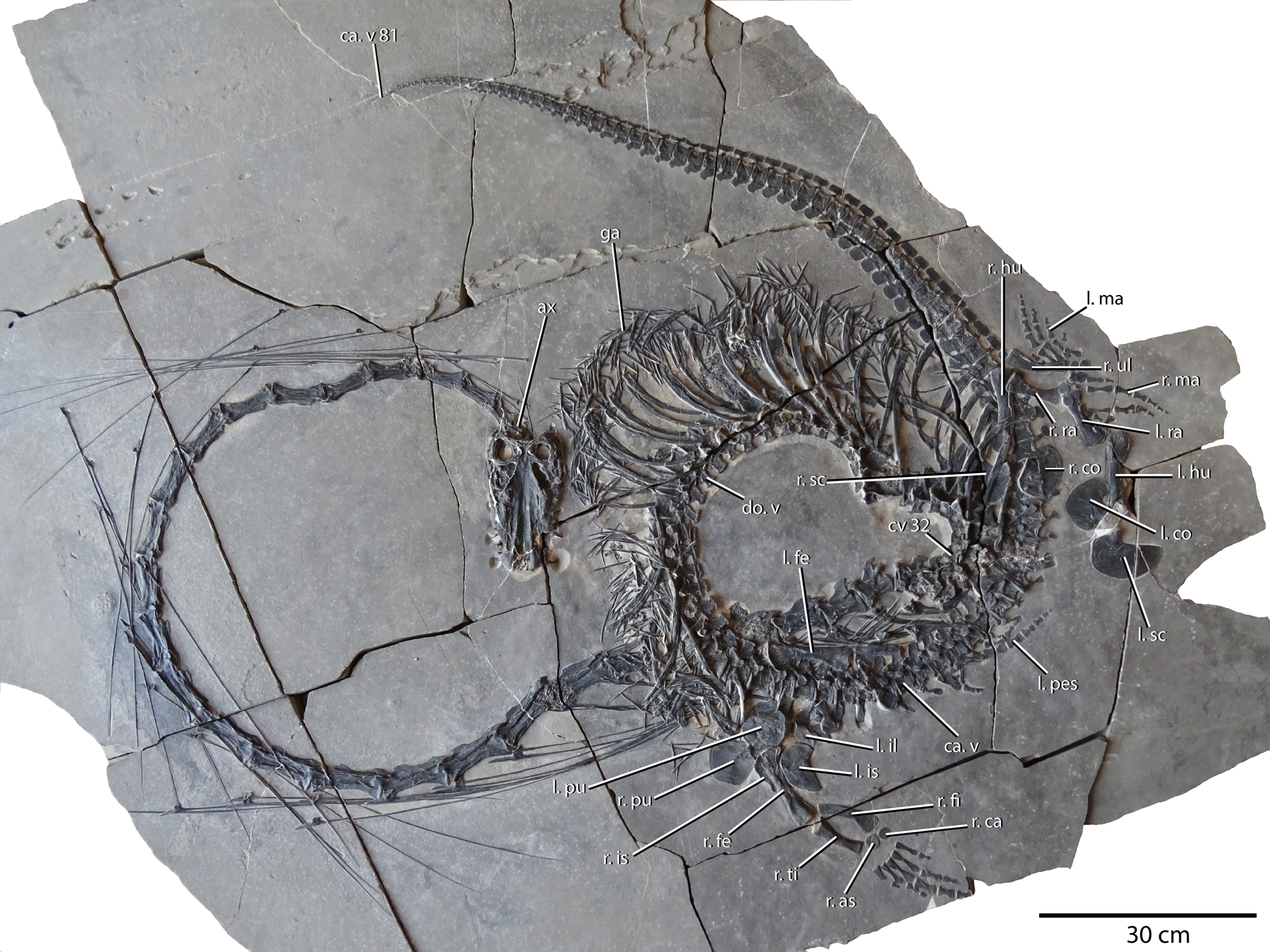
Fossile Überreste von Dinocephalosaurus orientalis

Dinocephalosaurus ist ein ausgestorbenes Reptil, dessen fossile Überreste erstmals 2002 im Süden Chinas gefunden wurden.

## Zeitliche Einordnung
Das Alter der Fossilien wurden auf rund 245 Millionen Jahre festgelegt. Vertreter dieser Gruppe schwammen in der Mittleren Trias durch die Meere des heutigen, südlichen China. 

## Aussehen
Sie hatten einen außergewöhnlich langen Hals mit 25 Wirbeln.

## Erkenntnisse
Es wurde das Fossil eines Muttertiers mit Embryo gefunden, woraus die Forscher ableiten konnten, dass Dinocephalosaurus seine Jungen lebend gebar, während bis dahin angenommen wurde, dass alle Vertreter der sogenannten Archosauromorpha Eier legten. Weitere Analysen legen nahe, dass das Geschlecht der Nachkommen wohl genetisch festgelegt war und nicht, wie bei heutigen Krokodilen, durch die Umgebungstemperatur im Nest bestimmt wurde.